# Prefectura Kōchi

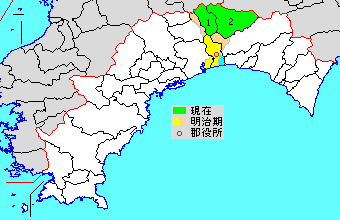
Harta prefecturii Kōchi

Prefectura Kōchi (高知県 Kōchi-ken?) este o prefectură în Japonia. Se găsește pe coasta sudică a insulei Shikoku. Capitala sa este orașul omonim, Kōchi.

## Geografie

Harta prefecturii Kōchi

### Municipii
Prefectura cuprinde 11 localități cu statut de municipiu (市):
| - Aki - Kami - Kōchi (centrul prefectural) - Kōnan | - Muroto - Nankoku - Shimanto - Sukumo | - Susaki - Tosa - Tosashimizu |